# Freedom Township (Carroll County, Illinois)
Die Freedom Township ist eine von 12 Townships im Carroll County im Nordwesten des US-amerikanischen Bundesstaates Illinois.

## Geografie
Die Freedom Township liegt im Nordwesten von Illinois rund 25 km östlich des Mississippi, der die Grenze zu Iowa bildet. Die Grenze zu Wisconsin befindet sich rund 40 km nördlich.
Die Freedom Township liegt auf 42°09′14″ nördlicher Breite und 89°55′11″ westlicher Länge und erstreckt sich über 94,02 km², die sich auf 92,41 km² Land- und 1,61 km² Wasserfläche verteilen. 
Im Nordwesten liegt der Lake Carroll, ein 260 Hektar großer Stausee, an dessen Ufern der größte Teil der Bewohner der Freedom Township lebt.
Die Freedom Township liegt im Norden des Carroll County an der Grenze zum Jo Daviess und zum Stephenson County. Innerhalb des Carroll County grenzt die Freedom Township im Osten an die Cherry Grove-Shannon Township, im Südosten an die Rock Creek-Lima Township, im Süden an die Salem Township, im Südwesten an die Mount Carroll Township und im Westen an die Woodland Township.  

## Verkehr
Innerhalb der Township existieren keine Fernstraßen. Es gibt eine Reihe lokale Verbindungsstraßen, die zum Teil befestigt sind.
Der nächstgelegene Flugplatz ist der rund 30 km südwestlich gelegene Tri-Township Airport südlich der Stadt Savanna.

## Bevölkerung
Bei der Volkszählung im Jahr 2010 hatte die Township 695 Einwohner. Es existiert keine Siedlung, aber im Gebiet um den Lake Carroll lebt der überwiegende Teil der Bewohner.